# Célula de Hofbauer
Las células de Hofbauer son células ovaladas encontradas en la placenta dentro de la luz de las vellosidades coriónicas. Se cree que tienen propiedades de macrófagos y lo más probable es que estén involucradas en la prevención de la transmisión de patógenos desde la madre a su feto—conocido como transmisión vertical. Son células también involucradas en la reestructuración del estroma placentario con el fin de asegurar la plasticidad requerida durante el desarrollo de las vellosidades coriónicas.

## Histología
Las células de Hofbauer están presentes en el inicio de la gestación semana 4 y probablemente sean de origen fetal. Tiene características histológicas a células presentadoras de antígeno. Por lo general se encuentran en la cercanía de la decidua basal y rodeando los capilares de la circulación fetal. Tienen un núcleo celular redondeado o con hendiduras y excéntricos y generalmente tienen escaso retículo endoplasmático. Tienden a vacuolizarse como producto de actividades fagocitarias, como es el caso en placentas de madres VIH seropositivas.

## Patogenia
En ciertas patologías, como la diabetes mellitus gestacional, se nota una hiperplasia de las células de Hofbauer, es decir, un aumento en el número de estas células a nivel de la vellosidad placentaria. Este aumentado número de macrófagos placentarios es también una característica de placentas abortadas en las que el desarrollo de las vellosidades coriónicas y, por ende, la vascularización placentaria es defectuosa.